# Melanophryniscus tumifrons
Espèce
Synonymes
- Atelopus tumifrons Boulenger, 1905

Statut de conservation UICN

 LC  : Préoccupation mineure
Melanophryniscus tumifrons est une espèce d'amphibiens de la famille des Bufonidae.

## Répartition
Cette espèce est endémique du Brésil,. Elle se rencontre dans les États de Paraná, de Santa Catarina et du Rio Grande do Sul entre 200 et 1 000 m d'altitude.
Sa présence est incertaine dans la province de Misiones en Argentine.

## Description
Les mâles mesurent de 23,0 à 25,3 mm et les femelles jusqu'à 29,9 mm.

## Publication originale
- Boulenger, 1905 : Descriptions of new Tailless Batrachians in the Collection of the British Museum. Annals and Magazine of Natural History, ser. 7, vol. 16, no 92, p. 180-184 (texte intégral).